# Amt Bergen auf Rügen
Het Amt Bergen auf Rügen is een samenwerkingsverband van 11 gemeenten in het  Landkreis Vorpommern-Rügen in de Duitse deelstaat Mecklenburg-Voor-Pommeren. Het Amt telt 20.529 inwoners. Het bestuurscentrum bevindt zich in de stad Bergen auf Rügen.

## Gemeenten
1. Bergen auf Rügen, stad * (13.572)
2. Buschvitz (253)
3. Garz/Rügen, stad (2.215)
4. Gustow (584)
5. Lietzow (257)
6. Parchtitz (769)
7. Patzig (452)
8. Poseritz (986)
9. Ralswiek (252)
10. Rappin (312)
11. Sehlen (877)